# Druga dunajska šola
Druga dunajska šola (nemško Zweite Wiener Schule, Neue Wiener Schule) je skupina skladateljev, ki so jo sestavljali Arnold Schoenberg in njegovi učenci ter tesni sodelavci na začetku 20. stoletja na Dunaju, kjer je med letoma 1903 in 1925 živel in poučeval. Njihova glasba je imela prvotno značilnosti pozne romantike razširjene tonalnosti in kasneje, po Schönbergovem lastnem razvoju, popolnoma kromatičnega ekspresionizma brez trdnega tonalnega središča, pogosto imenovan kot atonalnost; kasneje pa še Schoenbergova serialistična dvanajsttonska tehnika . Čeprav se je ta skupni razvoj dogajal, ni sledil niti skupnemu časovnemu načrtu niti poti sodelovanja. Prav tako ni bil neposreden rezultat Schoenbergovega poučevanja — ki je, kot kažejo različni objavljeni učbeniki, zelo tradicionalno in konzervativno. Schoenbergovi učbeniki razkrivajo tudi, da Druga dunajska šola ni izhajala iz razvoja njegove serialistične metode, temveč iz vpliva njegovega ustvarjalnega zgleda. 

## Člani
Glavna člana šole poleg Schoenberga sta bila še Alban Berg in Anton Webern, ki sta bila med njegovimi prvimi učenci. Oba sta že ustvarila bogato in nadarjeno glasbo v poznem romantičnem idiomu, vendar sta po Schoenbergovih učenjih pridobila novo smer in disciplino. Drugi učenci te generacije so bili Ernst Krenek, Heinrich Jalowetz, Erwin Stein in Egon Wellesz, nekoliko kasneje pa Eduard Steuermann, Hanns Eisler, Roberto Gerhard, Norbert von Hannenheim, Rudolf Kolisch, Paul A. Pisk, Karl Rankl, Josef Rufer, Nikos Skalkottas, Viktor Ullmann in Winfried Zillig .  Čeprav sta Berg in Webern sledila Schoenbergu v popolni kromatiki in oba, vsak na svoj način, kmalu za njem usvojila dvanajsttonsko tehniko, tega niso storili vsi drugi učenci, ali pa so čakali precej časa, preden so sledili. Schoenbergov zet Aleksander Zemlinski je včasih vključen v del Druge dunajske šole, čeprav ni bil nikoli Schoenbergov učenec in se ni nikoli odrekel tradicionalnemu pojmovanju tonalnosti. Nekaj poznejših učencev, kot so Zillig, katalonski Gerhard, transilvanski Hannenheim in grški Skalkottas, je včasih zajetih v izraz, čeprav (razen Gerharda) niso nikoli študirali na Dunaju, ampak kot del mojstrskega tečaja Schoenberga v Berlinu. Članstvo v šoli se na splošno ne razširi na številne Schoenbergove učence v Združenih državah Amerike iz leta 1933, kot so John Cage, Leon Kirchner in Gerald Strang, niti na številne druge skladatelje, ki so v večji meri napisali skladbe, ki izzovejo drugi dunajski slog, kot je kanadski pianist Glenn Gould . Po drugi strani pa so v sezname običajno vključeni nekateri učenci Schoenbergovih učencev, na primer Bergov učenec Hans Erich Apostel in Webernovi učenci René Leibowitz, Leopold Spinner in Ludwig Zenk. 

## Metode
Čeprav je šola vključevala zelo izrazite glasbene osebnosti (glasbena sloga Berga ter Weberna se v resnici zelo razlikujeta med seboj in od Schoenberga  — na primer samo Webernova dela ustrezajo pravilom Schoenberga, da je treba uporabiti samo eno vrsto tonov v vseh stavkih skladbe  medtem ko sta bila Gerhard in Skalkottas tesno povezana z narodno glasbo svojih držav) je vtis kohezivnosti izboljšal literarni napor nekaterih njenih članov. Wellesz je napisal prvo knjigo o Schoenbergu, ki je bila prav tako predmet več Festschriften, ki so jih pripravili njegovi prijatelji in učenci; Rufer in Spinner sta napisala knjige o tehniki dvanajsttonske kompozicije; in Leibowitzeva vplivna študija Schoenberga, Berga in Weberna, Schoenberg et son école je pripomogla k vzpostavitvi podobe šole v obdobju takoj po drugi svetovni vojni v Franciji in tujini. Več omenjenih (npr. Jalowetz, Rufer) so bili vplivni tudi kot učitelji in drugi (npr. Kolisch, Rankl, Stein, Steuermann, Zillig) kot izvajalci pri širjenju idealov, idej in odobrenega repertoarja skupine. Morda je vrhunec šole prišel v Darmstadtu  skoraj takoj po drugi svetovni vojni, na Internationale Ferienkurse für Neue Musik, kjer je Schoenberg — ki je bil povabljen, a preveč bolan za potovanje — bil na koncu uzurpiran v glasbeno ideologijo z glasbo njegovega učenca, Weberna, ko so skladatelji in izvajalci iz druge dunajske šole (npr. Leibowitz, Rufer, Adorno, Kolisch, Heiss, Stadlen, Stuckenschmidt, Scherchen) se uskladili z novimi serialisti (npr Boulez, Stockhausen, Maderna, Nono et al.). 

## Prva dunajska šola
Nemška glasbena literatura omenja skupino kot "Wiener Schule" ali "Neue Wiener Schule". Obstoj "Prve dunajske šole" je diskutabilen. Izraz pogosto označuje velike dunajske mojstre klasičnega sloga, ki so delovali na Dunaju v poznem 18. in začetku 19. stoletja, zlasti Josepha Haydna, Wolfganga Amadeusa Mozarta, Ludwiga van Beethovena in Franza Schuberta . Čeprav se Mozart in Schubert nista učila pri Haydnu, sta Mozart in Haydn občudovala delo drug drugega in dokazi kažejo, da sta se dva skladatelja učila s kompozicijskim delom drugega. Beethoven pa je nekaj časa dobival lekcije starejšega mojstra Haydna, čeprav ni bil učenec v smislu, kot sta Berg in Webern bila učenca Schoenberga. 

## Tretja dunajska šola
Izraz "Tretja dunajska šola" se občasno uporablja za skladatelje, ki obkrožajo nov dunajski glasbeni ansambel Klangforum Wien, vključno z ustanoviteljema Beatom Furrerjem in Bernhardom Langom. 